# Epectris conujaingensis
Epectris conujaingensis is een spinnensoort in de taxonomische indeling van de Dwergcelspinnen (Oonopidae).
Het dier behoort tot het geslacht Epectris. De wetenschappelijke naam van de soort werd voor het eerst geldig gepubliceerd in 1986 door Xing Xu.